# Janina Górnicka
Janina Górnicka, pseudonym: „Barbara“ (5. srpna 1911 Varšava – 20. listopadu 1987), byla dlouholetá harcerka, účástnice polského odboje za 2. světové války.

## Život
Rodiče Janiny Górnické byli Leopold a Maria. Vystudovala střední školu, později učitelský seminář. V roce 1938 absolvovala Státní hudební konzervatoř ve Varšavě.
Během 2. světové války vedla tajné kurzy polského jazyka, zeměpisu a histori. Za okupace byla ředitelkou uměleckých tříd, instruktorkou uměleckého výcviku korouhve a sanitářkou v jednotce Wola a velitelkou ženské vojenské služby. Od 5. srpna 1944 do 8. května 1945 byla vězněna v táborech ve Vratislavi a Kamenci v Dolním Slezsku.
V roce 1946 zorganizovala exhumaci těl harcerek zavražděných v nemocnici St. Łazarza v ulici Karolkowa. Těla byla převezena na vojenský hřbitov Powązki.
Od 16. června 1945 učila na varšavské Základní škole č. 9 na ul. Dworkowa, pak Kasprzaka 1/3. V roce 1945 začala studovat na Varšavské univerzitě na Fakultě filologie a sociálních studií, kterou ukončila v roce 1952 magisterským titulem. V letech 1954–1973 byla ředitelkou Základní školy čp. 90.